# Mîroliubivka, Popilnea
Mîroliubivka (în ucraineană Миролюбівка) este o comună în raionul Popilnea, regiunea Jîtomîr, Ucraina, formată numai din satul de reședință.

## Demografie
Componența lingvistică a comunei Mîroliubivka
     Ucraineană (96,12%)
     Rusă (2,31%)
     Alte limbi (0,31%)
Conform recensământului din 2001, majoritatea populației comunei Mîroliubivka era vorbitoare de ucraineană (96,12%), existând în minoritate și vorbitori de rusă (2,31%) și armeană (1,26%).